# Laurent Estadieu
Laurent Estadieu (4 août 1975 à Saint-Gaudens) est un coureur cycliste français, professionnel de 2000 à 2002 chez AG2R Prévoyance.

## Biographie
Coureur amateur brillant et stagiaire chez Gan en fin de saison 1997, il remporta le Tour du Finistère 1999 au sein de l'US Montauban 82 et passa professionnel dans la foulée chez AG2R Prévoyance-Décathlon. Bon rouleur et solide équipier, il y remporta le Tour de la Somme en 2001. À l'issue de la saison 2002, il retourne chez les amateurs de nouveau à l'US Montauban 82 où il finira sa carrière fin 2005 en compagnie d'Olivier Asmaker.

## Palmarès
- 1997
  - Primevère montoise
  - Soulor-Aubisque
  - 3e de la Pédale d'Or de Ligugé
- 1999
  - 4e étape du Tour de Corrèze
  - Tour du Finistère
  - Grand Prix de Saint-Gaudens
  - 3e du championnat de Midi-Pyrénées
- 2001
  - Classement général du Tour de la Somme
- 2003
  - Grand Prix de Pujols
  - Tour du Canton de Hautefort
  - 3e étape du Tour Nivernais Morvan
  - 2e du Grand Prix d'ouverture Pierre Pinel
- 2004
  - Champion de Midi-Pyrénées
  - 3e des Boucles du Tarn
- 2005
  - Tour du Lot-et-Garonne
  - 1re étape du Tour de Dordogne